# Mercury-Redstone 3
„Mercury-Redstone 3” (MR-3) – misja została zrealizowana 5 maja 1961 roku i była drugą załogową misją w historii astronautyki (pierwszy lot człowieka w kosmos odbył się 12 kwietnia 1961 roku – na pokładzie statku Wostok 1 wykonał go radziecki kosmonauta Jurij Gagarin). Alan B. Shepard został pierwszym Amerykaninem, który znalazł się w kosmosie, choć był to tylko lot suborbitalny.
Kapsuła statku Mercury, nazwana przez jego pilota Freedom 7, wykonała jedynie lot balistyczny. Nie planowano w czasie tej misji osiągnięcia orbity okołoziemskiej. Nie było to możliwe, bo przekraczało możliwości użytej rakiety nośnej o nazwie Redstone.
- Czas trwania misji: 15 min 22 s[2]
- Osiągnięta wysokość: 187,4 km[1]
- Pokonana odległość: 487,26 km[2]
- Maksymalna prędkość: 8277 km/h[2]
- Liczba okrążeń Ziemi: lot suborbitalny[2]
- Maksymalne przyspieszenie: 11 g[2]

## Misja

### Statek
źródło
Dla każdego z astronautów budowano osobną kapsułę. Ponieważ było ich siedmiu, kapsuły nosiły cyfrę „7", symbol siedmioosobowego zespołu. Natomiast nazwę dla swej kapsuły obmyślał każdy astronauta indywidualnie. Shepard wybrał nazwę „Freedom” (Wolność). Całkowita długość kapsuły wraz z wieżą systemu ratunkowego i silnikami hamującymi wynosiła niecałe 8 metrów. Jej średnica w najszerszym miejscu była bliska 190 centymetrom. Spód statku był chroniony osłoną termiczną. W misjach Redstone była to osłona berylowa. Kapsuła była wyposażona w dwa bulaje z żaroodpornego szkła (później zastosowano jedno, znacznie większe okno). Fotele były projektowane indywidualnie dla każdego astronauty i dopasowane do jego sylwetki w skafandrze kosmicznym. Statek był wyposażony w siedem głównych systemów: komunikacyjny, sterowania położeniem, kontroli środowiska, zasilania elektrycznego, pirotechniczny, oprzyrządowania kabiny oraz systemy związane z powrotem na Ziemię i wodowaniem. Tlen, którym oddychał astronauta znajdował się w trzech kulistych zbiornikach, umieszczonych wewnątrz pojazdu. Ciśnienie tlenu w kabinie wynosił około 0,5 atm. Wydychany dwutlenek węgla był pochłaniany przez filtr z wodorotlenkiem litu. Cyrkulację tlenu i chłodzenie kabiny zapewniały dmuchawy i wentylatory. Całość działała w systemie automatycznym, przewidziano również możliwość sterowania ręcznego. Astronauta miał mniej więcej tyle samo miejsca, co pilot w kabinie myśliwca.
Shepard był ubrany w skafander ciśnieniowy, podobny do tych, jakie wykorzystywano w lotnictwie. Wyposażony był w urządzenie oczyszczające w nim powietrze i urządzenie regulujące temperaturę. Powłoka wykonana była z dwóch warstw. Zewnętrzna utworzona była z tkaniny nylonowej z dodatkiem glinu, a warstwa wewnętrzna z materiału neoprenowo-nylonowego. Masa skafandra wynosiła 9 kg. Podczas lotu za pomocą licznych czujników umieszczonych na ciele nieprzerwanie samoczynnie mierzone były liczne dane medyczno-biologiczne i przekazywane na Ziemię.

### Rakieta nośna
Kapsuła Mercury o masie ponad jednej tony została wyniesiona przez zmodyfikowaną rakietę Redstone. Nieco wcześniejsza wersja Redstone stanowiła pierwszy stopień rakiety Jupiter C (Juno), która wyniosła na orbitę satelitę Explorer 1. Przystosowanie rakiety do lotu załogowego wymagało dokonania 800 zmian. Rakieta została zbudowana w zakładach Chryslera. Silnik, zaprojektowany i wykonany w firmie Rocketdyne, wytwarzał ciąg ponad 35 Ton. Montaż MR-3 odbył się w Centrum Lotów Kosmicznych imienia Marshalla (Marshall Space Flight Center). Zadanie wystrzelenia rakiety powierzono Zarządowi ds. Startu Pojazdów Kosmicznych (Launch Operations Directorate) podlegającemu Centrum Lotów Kosmicznych.

### Przygotowania
Shepard o wyborze, że poleci jako pierwszy, dowiedział się w Langley. Robert Gilruth z Ośrodka Badawczego im. Langleya, dyrektor Kosmicznej Grupy Zadaniowej, w obecności tylko siódemki astronautów oznajmił wybór pilota i jego zastępcy.

### Odliczanie
Pierwotnie start został zaplanowany na 2 maja 1961 roku. O północy lokalnego czasu 2 maja nad miejscem startu rozpętała się burza. O godzinie 7:25 lot został odwołany. Przesunięto start na 4 maja 1961 roku. Odliczanie zostało podzielone na dwie części i przeprowadzono je w ciągu dwóch dni. Dotychczasowe doświadczenia wykazały, że zespoły startowe powinny mieć trochę odpoczynku przed ostatnimi przygotowaniami do startu. Odliczanie rozpoczęto o godzinie 8:30. Zaplanowane czynności zostały wykonane przed czasem i o godzinie T –06:30:00 ogłoszono piętnastogodzinną przerwę. W tym czasie zostały zainstalowane elementy pirotechniczne i napełniono zbiorniki paliwowe rakiety. O godzinie 23:30 odliczanie zostało wznowione w punkcie T –06:30:00. Kolejna zaplanowana przerwa miała miejsce w punkcie T –02:20:00 i miała trwać jedną godzinę. Był to czas konieczny do upewnienia się, że wszystkie czynności zostały wykonane i można przewieźć Sheparda na stanowisko startowe. 5 maja astronauta obudził się o pierwszej po północy. Po śniadaniu, przy którym towarzyszyli mu John Glenn i doktor Bill Douglas, rozpoczął przygotowania; przeszedł badania lekarskie, przypiął czujniki i założył skafander. Pogoda była znacznie lepsza i uzyskano pozwolenie na start. Komunikat o starcie przekazano kontrolerom w dwóch pływających stacjach śledzenia. Oba okręty znajdowały się na Atlantyku, około 450 kilometrów od przylądka, na północ od wyspy Wielka Bahama. Shepard zajął miejsce w kapsule o godzinie 5:20. Za pomocą techników ułożył się poziomo w fotelu i nawiązał łączność radiową z Donaldem Slaytonem. Kokpit znajdował się na wysokości 18 metrów nad betonową płytą startową. Wnętrze kapsuły było tak ciasne, że astronauta ledwie mógł się wcisnąć. Oparcie fotela było umieszczone kilka centymetrów od osłony termicznej. Panel przyrządów znajdował się 60 centymetrów od twarzy, a półtora metra dalej upchnięte były spadochrony. O godzinie 6:10 właz do kapsuły został zamknięty, wieża pomocnicza została odsunięta od rakiety i astronauta pozostał sam. W razie awarii podczas startu astronauta miał trzy możliwości drogi ratunku. W przypadku eksplozji rakiety kapsuła zostałaby automatycznie odrzucona przez rakietę ratunkową. Drugi sposób ratunku to opuszczenie statku przez właz i zejście na ziemię za pomocą oczekującego dźwigu. Trzecim sposobem, przygotowanym na najgorszą ewentualność przewrócenia się eksplodującej rakiety, było użycie specjalnie wyposażonego czołgu. Metalowe części czołgu pokryte były żaroodporną substancją, a jego załoga złożona z gotowych na wszystko specjalistów, nie zawahałaby się przed koniecznością przedarcia się przez każdy ogień, by wyciągnąć z kapsuły astronautę... żywego.
Nastąpiło wsteczne odliczanie, choć sporadycznie przerywały je komendy wstrzymania. Było pięć przerw, które były planowane. Odliczanie przebiegało bez zakłóceń do punktu T –00:15:00, kiedy to nad miejscem startu zaczęły gromadzić się niskie chmury, utrudniające wykonanie fotograficznej dokumentacji startu i lotu rakiety. Zaraz potem ujawnił się problem z zasilaniem Redstone w energię elektryczną. Wymieniono wadliwy prostownik. Ponieważ stacje meteorologiczne zapewniały, że najpóźniej w ciągu 30 do 45 minut nastąpi znowu dobra widoczność, ustalono przesunięcie startu o ten czas. Po 86 minutach niebo się przejaśniło i odliczanie zostało wznowione od punktu T – 00:35:00. W punkcie T –00:15:00 nastąpiła kolejna przerwa, przeznaczona na ostatni test komputera. Od tego momentu odliczanie wsteczne poszło gładko i było kontynuowane do planowanego odpalenia rakiety. Ostatecznie start nastąpił z opóźnieniem wobec planu o dwie godziny trzydzieści cztery minuty.

### Lot

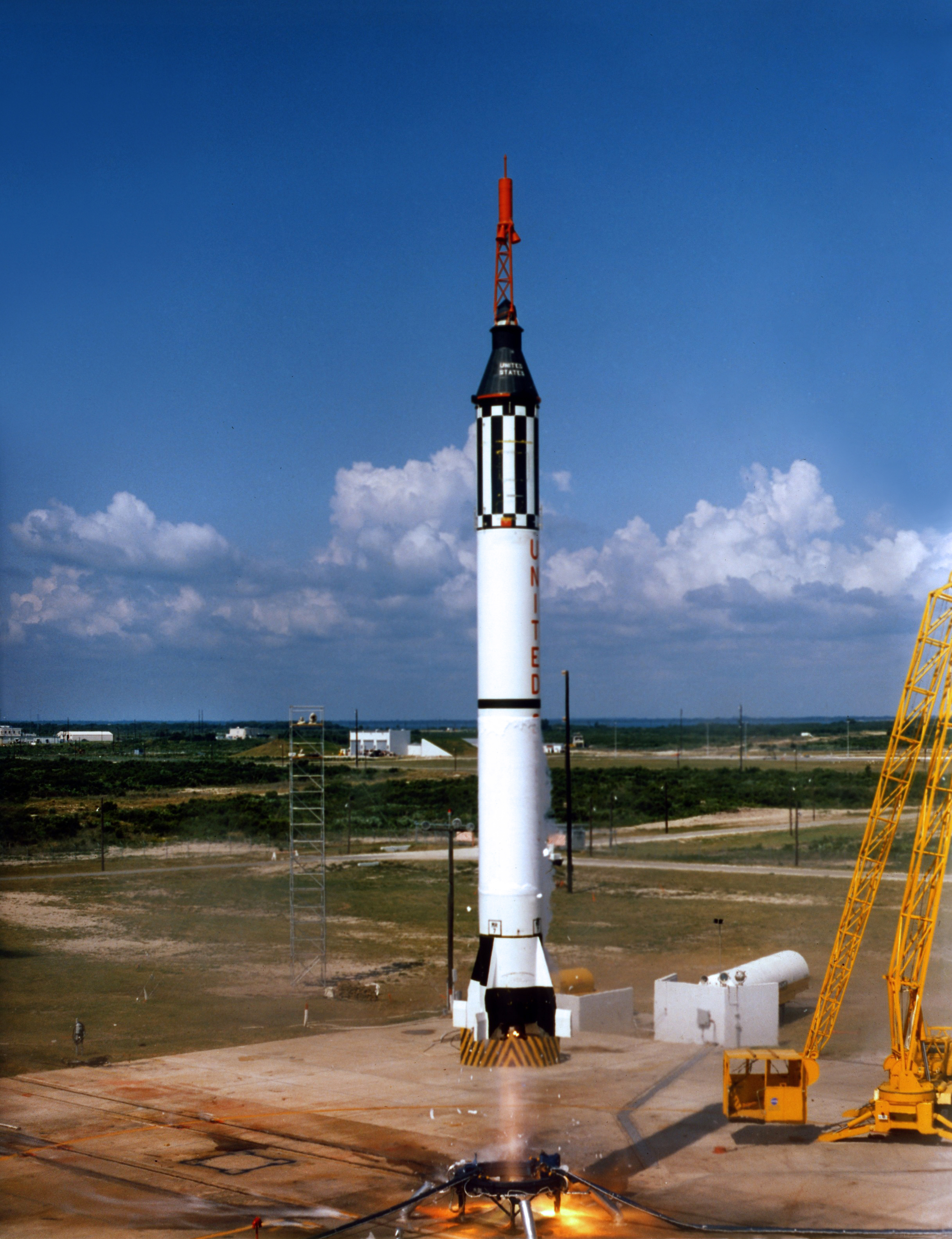
Start rakiety Redstone

Rakieta Redstone wystartowała o godzinie 9:34 czasu miejscowego z kapsułą statku załogowego dopiero po ponad czterech godzinach od momentu znalezienia się astronauty w kabinie. W chwili startu serce astronauty przyspieszyło do 120 uderzeń na minutę, pięć minut później, gdy zgłaszał odłączenie rakiety osiągnęło maksymalną wartość 140 uderzeń na minutę. Zaraz po starcie Alan B. Shepard zameldował, że lot przebiega spokojnie. Niemal od samego startu Shepard prowadził rozmowę ze Slaytonem, meldując o prawidłowym działaniu przyrządów, o rosnącym przeciążeniu, o ustaniu wibracji, wreszcie o separacji rakiety i zmianie pozycji kapsuły.
Po 45 sekundach pojawiły się wibracje, które trwały do momentu uzyskania przez kapsułę prędkości Mach 1. Wskutek drgań, w jakie została wprowadzona głowa astronauty, Shepard miał kłopoty z odczytywaniem wskaźników. Lot ustabilizował się po 88 sekundach. Po upływie 2,5 minuty kapsuła oddzieliła się od Redstone i w tym samym momencie został nadany sygnał do odrzucenia wieżyczki ratunkowej. Po kolejnych dziesięciu sekundach nastąpiło oddzielenie kabiny. Jeśliby zawiodły automaty, oba te urządzenia mógł uruchomić astronauta. Rakieta wypaliła paliwo w czasie 142 sekund. Bez kłopotów zniósł przeciążenie 6 g podczas odrzucania modułu napędowego (w czasie T +02:22). Potem gwałtownie spadło do 0 g i z wyjątkiem niewielkich wartości w okresie T +5:14 do T +5:59 w wyniku działania rakiet hamujących przez blisko pięć minut astronauta znajdował się w stanie nieważkości i podróżował z prędkością sięgającą dwóch kilometrów na sekundę. W czasie T +5:14 rozpoczęto odpalenie pierwszej rakiety hamującej. Czas działania każdej z rakiet wynosił dziesięć sekund, a przerwy między pracą rakiet wynosiły pięć sekund. Po odłączeniu kapsuły automatyczny system obrócił ją w taki sposób, że osłona termiczna została ustawiona we właściwej pozycji względem atmosfery. Zbliżając się do apogeum na wysokości 187,4 kilometra, Shepard przeszedł na sterowanie ręczne i wykonał serię manewrów, sprawdzając dysze kontrolujące obrót kapsuły oraz odchylając tor lotu w pionie i poziomie i zameldował, że pojazd zachowuje się identycznie jak w symulatorze. Mimo że lot był suborbitalny, pod względem wykonywanych procedur nie różnił się zasadniczo od lotu orbitalnego. Nieważkość nie spowodowała żadnych negatywnych odczuć. Zdolność do wykonywania ruchów, a także mówienie i oddychanie pozostały najzupełniej normalne. Ogólne wrażenie przypominało unoszenie się w wodzie. Przez peryskop zobaczył zachodnie wybrzeże Florydy i Zatokę Meksykańską. Następnie zostały odpalone rakiety hamujące. Odrzucenie tych silników było słyszalne w kapsule. Przeciążenie w trakcie powrotu wynoszące maksymalnie 11 g, nie sprawiło żadnych problemów.
Pobyt przez cztery godziny i piętnaście minut w kapsule nie spowodował zmian w sprawności fizycznej i psychicznej astronauty. Wibracje i hałas w okresie aktywnego lotu były nieznaczne, tak że Shepard nie musiał wzmacniać głośnika, aby słyszeć głos Slaytona. Natomiast wibracje spowodowały wahania wskazówek aparatury pokładowej, co nie przeszkodziło w dokonywaniu właściwych odczytów. Trening w znoszeniu znacznych przeciążeń na wirówce sprawił, że nie miał żadnych problemów w oddychaniu, obserwacjach i przekazywaniu informacji, ani w okresie przeciążenia wynoszącego 6 g zaraz po starcie, ani 11 g w ósmej minucie lotu. Również przy tym krytycznym przyspieszeniu nie stracił zdolności widzenia peryferyjnego części obrazu, jedynie mówił mniej wyraźnie. W czasie obserwacji dokonywanych przez peryskop widział powierzchnię Ziemi i występujące obłoki, granatowe, prawie czarne niebo, a w końcowej fazie lotu rozwijanie głównego spadochronu.

### Wodowanie

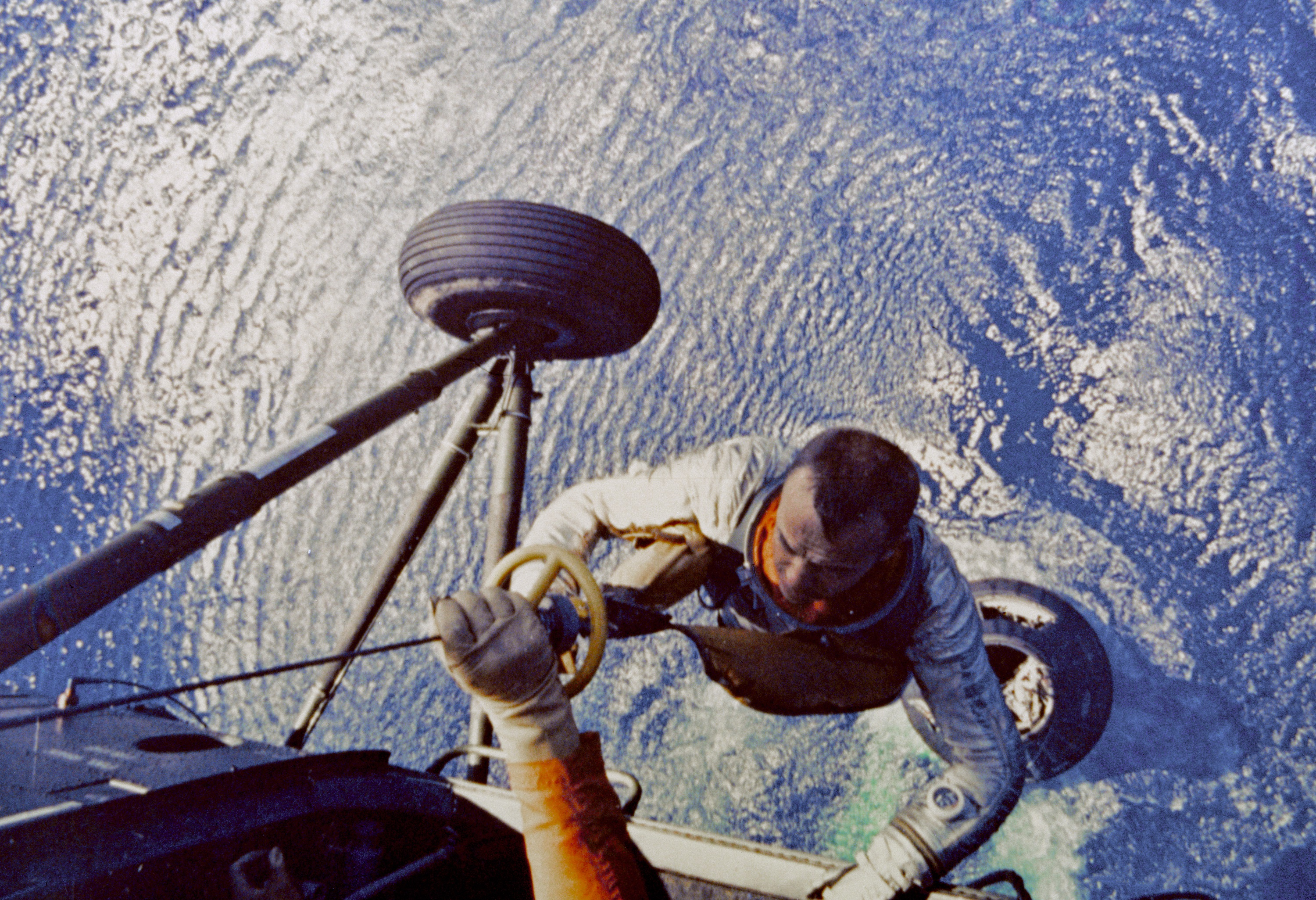
Alan Shepard po wodowaniu w Atlantyku, podejmowany przez śmigłowiec

W czasie T +09:38 na wysokości 6400 m urządzenie reagujące na ciśnienie powietrza uruchomiło spadochron stabilizacyjny o średnicy dwóch metrów (tak zwany pilocik). W 10 minucie i 15 sekundzie nastąpiło otwarcie głównego spadochronu o średnicy 20 m na wysokości 3000 m. W pojemniku znajdował się również spadochron zapasowy. Użycie drugiego spadochronu mogło być uruchomione przez astronautę z wnętrza kabiny. Opadanie odbyło się z prędkością 9 m/s. Przeciążenie w czasie otwarcia się głównego spadochronu doszło do 4 g; w momencie wodowania mogło dojść do 12 lub 14 g, lecz nie było mierzone. Otwarcie spadochronów i wodowanie na Atlantyku, o godzinie 9:49 czasu miejscowego, po 15 minutach i 22 sekundach przebiegło bez problemów. Wodowanie nie spowodowało większych wstrząsów niż katapultowanie z samolotu. Kapsuła Freedom 7 opadła na powierzchnię oceanu w odległości pięciu kilometrów od oczekującego lotniskowca. Shepard użył środki ułatwiające odnalezienie go przez helikoptery (sygnały radiowe i znaki dymne). Kapsuła wyposażona była w urządzenia dymotwórcze, proporce sygnałowe, fluoresceinę barwiącą wodę, rakiety sygnałowe, mały granat głębinowy, a przede wszystkim w nadajniki radiowe – „latarnie”. W drugiej minucie po wodowaniu helikoptery nawiązały łączność z astronautą. Z helikoptera został opuszczony uchwyt służący do podniesienia pilota na pokład lotniskowca. Śmigłowce potrzebowały 11 minut, aby przenieść astronautę i kapsułę Freedom 7 na pokład lotniskowca USS Lake Champlain. Astronautę poddano kontroli medycznej. Okazało się, że Shepard znajdował się w znakomitej kondycji, a podczas lotu nie miał żadnych kłopotów zdrowotnych. Lotniskowiec dostarczył komandora Sheparda na wyspę Wielką Bahama, gdzie przez dwa dni astronauta był poddany badaniom w tamtejszym ośrodku medycznym.

## Chronologia misji
Chronologia podana w minutach i sekundach (źródło)
- 00:00 start
- 01:24 statek osiągnął punkt max Q
- 02:22 wyłączenie głównego silnika i odrzucenie systemu LES
- 02:32 odrzucenie modułu napędowego i obrót kapsuły (5 sekund później)
- 03:10 astronauta wyłączył automaty i przejął sterowanie
- 03:50 astronauta za pomocą peryskopu dokonał obserwacji frontów pogody, powłok chmur i powierzchni Ziemi
- 04:44 rozpoczęcie procedury powrotu, przygotowanie do użycia rakiet hamujących
- 05:14 uruchomienie silników hamujących
- 05:59 koniec pracy trzeciej rakiety hamującej
- 06:14 odrzucenie silników hamujących
- 06:20 odwrócenie osi kabiny o 40°
- 07:48 zaczyna wzrastać przeciążenie
- 08:20 maksymalna wartość przeciążenia 11 g
- 09:38 otwarcie spadochronu hamującego (stabilizacyjnego) na wysokości 6400 m
- 10:15 otwarcie głównego spadochronu na wysokości 3000 m
- 15:22 wodowanie

Prezydent Stanów Zjednoczonych John F. Kennedy, który tak jak inni Amerykanie oglądał lot w telewizji, zadzwonił do Sheparda na pokładzie lotniskowca i złożył mu gratulacje.
Start oprócz naukowców, inżynierów, techników i innych specjalistów oglądało 564 reporterów.
Alan Shepard wziął później udział w programie Apollo i lądował na Księżycu jako dowódca misji Apollo 14.